# Mahora
Mahora – gmina w Hiszpanii, w prowincji Albacete, w Kastylii-La Mancha, o powierzchni 108,14 km². W 2011 roku gmina liczyła 1431 mieszkańców.